# Stazione di Castiglion Fiorentino
Stazione di Castiglion Fiorentino vasútállomás Olaszországban, Castiglion Fiorentino településen.

## Vasútvonalak
Az állomást az alábbi vasútvonalak érintik:
- Firenze–Róma-vasútvonal

## Kapcsolódó állomások
A vasútállomáshoz az alábbi állomások vannak a legközelebb:
- Stazione di Olmo
- Stazione di Camucia-Cortona